# Cantonul Échirolles-Ouest
Cantonul Échirolles-Ouest este un canton din arondismentul Grenoble, departamentul Isère, regiunea Rhône-Alpes, Franța.